# Chyetverikov ARK-3
Chyetverikov ARK-3 (ARKtichyeskii – phương bắc) là một loại tàu bay đa năng, được thiết kế chế tạo tại Liên Xô từ năm 1933.

## Biến thể
- ARK-3-1
- ARK-3-2
- ARK-3 MP2

## Tính năng kỹ chiến thuật (ARK-3-2)
Dữ liệu lấy từ Gunston, Bill. "The Osprey Encyclopaedia of Russian Aircraft 1875 – 1995". London, Osprey. 1995. ISBN 1-85532-405-9
Đặc điểm tổng quát
- Kíp lái: 4
- Sức chứa: 10 hành khách
- Chiều dài: 14.6 m (47 ft 11 in)
- Sải cánh: 20 m (65 ft 7-1/4 in)
- Diện tích cánh: 59.5 m2 (640 ft2)
- Trọng lượng rỗng: 3.642 kg (8.029 lb)
- Trọng lượng có tải: 5.600 kg (12.346 lb)
- Powerplant: 2 × M-25A, 544,36 kW (730 hp) mỗi chiêc

Hiệu suất bay
- Vận tốc cực đại: 320 km/h (199 mph)
- Tầm bay: 1.500 km (932 dặm)
- Trần bay: 8.500 m (27.890 ft)
- Vận tốc lên cao: 4,76 m/s (937,4 ft/phút)

Vũ khí trang bị
- 2 x súng máy